# Atrio de San Saturnino (Blois)
El atrio de San Saturnino es un monumento singular situado en el barrio vienés de Blois (Francia), cerca de la iglesia de San Saturnino. Antiguo cementerio, en la actualidad es un lapidarium perteneciente al municipio. El edificio está siendo renovado desde 2024.
Se trata de uno de los 4 últimos atrios que quedan en la Francia de nuestros días.

## Historia

### El cementerio parroquial
El terreno fue adquirido en dos etapas, entre agosto de 1515 y 1516, por los subsacristanes de la parroquia de San Saturnino. Allí abrieron un cementerio para completar otro ya existente pero superpoblado. Contaban con el apoyo del nuevo rey Francisco I, cuyo emblema de salamandra sigue pudiendo verse en los muros.
La elección de un atrio refleja la tendencia arquitectónica de principios del Renacimiento: el cementerio se convierte en un sobrio jardín rodeado de galerías, en medio de las cuales se enterraban los cuerpos para que se descompusiesen, luego los huesos volvían a introducirse bajo las arcadas. Las galerías fueron, pues, osarios. Como muchos otros, el atrio de San Saturnino está decorado con esculturas que evocan el tema de la muerte, pero también el de la danza de la muerte.
A finales del siglo XVIII, el movimiento higienista condujo a trasladar muchos lugares de enterramiento lejos de las casas y las ciudades. En Viena, el osario fue abandonado después de la Revolución. Los difuntos eran enterrados en un espacio accesible a través de la rue Clérancerie, pero como esta parcela estaba demasiado cerca del aître y del resto del faubourg, el ayuntamiento del alcalde Jean-Marie Pardessus decidió en 1807 abrir el actual cementerio de Blois-Viena, al principio de la rue de la Croix-Rouge.

### La lavandería del hospital
En cuanto se anunció el abandono del atrio para sus funciones funerarias, el Hospital General de Viena, establecido entonces en la residencia Gaston d'Orléans, propuso adquirir el edificio para utilizarlo como lavandería y secadero.

El edificio fue clasificado monumento histórico en 1886.

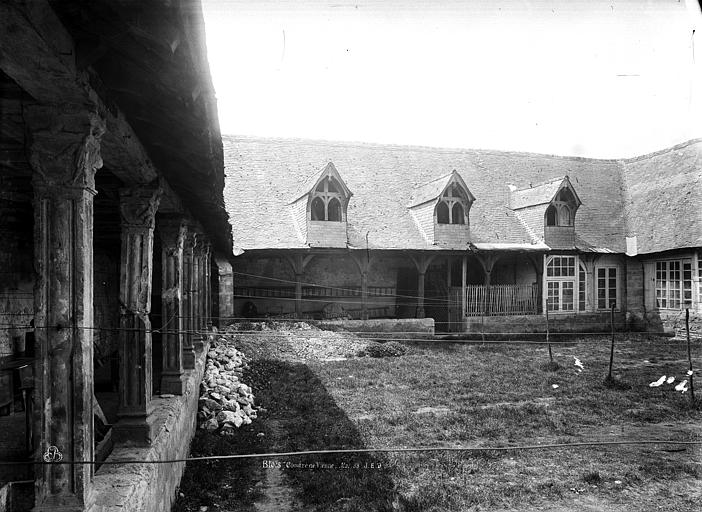
El jardín utilizado para secar la colada del hospital.
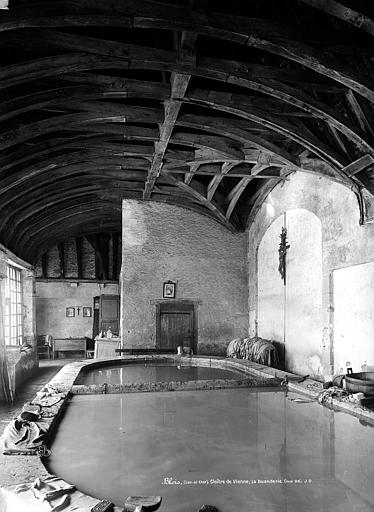
El lavadero bajo una de las galerías del atrio.
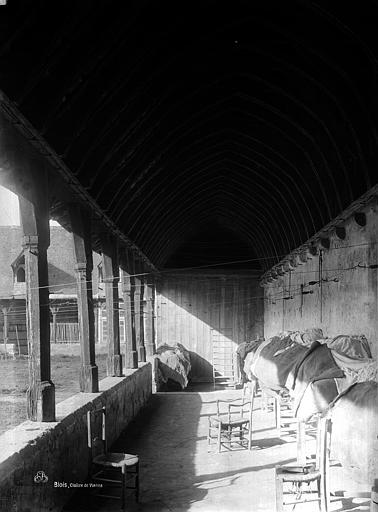
Otra galería del atrio utilizada como almacén.

### El museo de los vestigios de la ciudad
En 1923, Frédéric Lesueur, entonces conservador del museo municipal, publicó El cementerio de San Saturnino de Blois, un libro que explicaba el valor arquitectónico y cultural del edificio. Según él, se trataba de un edificio relativamente bien conservado porque no había sido restaurado, a pesar de las importantes modificaciones realizadas al cambiar de actividad.
Su obra animó a la ciudad de Blois a adquirir el monumento en 1923. Hasta 1934, el doctor Lesueur se esforzó por convertirlo en un lugar de almacenamiento de piezas de edificios restaurados.
Tras los bombardeos del 15 al 18 de junio de 1940, el doctor Lesueur se esforzó por reunir en el "depósito lapidario de San Saturnino" numerosas piezas arquitectónicas que habían quedado más o menos intactas entre los escombros. Su trabajo permitió así conservar una importante colección de elementos preciosos de estos edificios perdidos durante la Segunda Guerra Mundial.
Durante muchas décadas, el atrio de San Saturnino estuvo descuidado y el ayuntamiento sólo ofrecía breves actividades o recorridos por sus muros. Sin embargo, se anunció en 2023 la restauración completa del monumento, que debería finalizar en 2026.